# 704 Interamnia
704 Interamnia este un asteroid din centura principală, descoperit pe 2 octombrie 1910, de Vincenzo Cerulli.